# Petite Circé
Petite Circé (Piccola Circe) est une nouvelle fantastique de Dino Buzzati, incluse dans son recueil Le K publié en 1966.

## Résumé
Cette nouvelle est le récit d'un amour déchu : Umberto tombe éperdument amoureux de Lunella, une mystérieuse jeune femme qui joue un rôle enfantin et sadique. Son ami[De qui ?] va alors la chercher ainsi que son ex-femme et c'est à la fin que l'on découvre que Lunella a métamorphosé[Qui ?] Umberto en chien boxer.

## Autour de la nouvelle
À quelques reprises, dans les nouvelles du recueil Le K, Dino Buzzati joue la carte de la métamorphose. Dans Petite Circé, le narrateur laisse croire en multipliant les indices qu'Umberto n'est autre que Mocci, le chien boxer de Lunella, soupçons qui s'avèrent justifiés à la fin de la nouvelle. 
Dino Buzzati prend ici pour modèle Circé, la maléfique et astucieuse magicienne de la mythologie grecque rencontrée par Ulysse dans l'Odyssée écrite par Homère. Vivant à l'écart de tous, la magicienne habite une clairière au milieu d'animaux sauvages qu'elle a dressés. Lorsque les compagnons d'Ulysse s'aventurent dans son domaine, elle les transforme en cochons. 
On retrouve ici des similitudes avec le personnage de Lunella, d'une grande beauté, dominant les hommes, tantôt amoureuse, tantôt sadique. On pourrait qualifier cette nouvelle de narcissique bien qu'elle ne soit qu'une caricature de la femme farouche et dangereuse voilée par la créature effacée à la douce attitude qui tient le rôle de la femme d'Umberto.